# أنجيلو موسوني
أنجيلو موسوني (بالإيطالية: Angelo Musone)‏ (مواليد 19 سبتمبر 1963) هو ملاكم إيطالي، مثّل بلاده في الألعاب الأولمبية الصيفية 1984 وحقق الميدالية البرونزية في فئة وزن الوزن الثقيل.

## روابط خارجية
أنجيلو موسوني على موقع بوكس ريك (الإنجليزية) (registration required)
- أنجيلو موسوني على موقع اللجنة الأولمبية الدولية (الإنجليزية)
- أنجيلو موسوني على موقع أوليمبيديا (الإنجليزية)
- أنجيلو موسوني على موقع اللجنة الأولمبية الإيطالية (الإيطالية)